# Mount Jackson (Virginia)
Mount Jackson es una localidad situada en el condado de Shenandoah, Virginia  (Estados Unidos). Según el censo de 2010 tenía una población de 1.994 habitantes.

## Demografía
Según el censo del 2000, Mount Jackson tenía 1.664 habitantes, 667 viviendas, y 440 familias. La densidad de población era de 522,3 habitantes por km².
De las 667 viviendas en un 29,7%  vivían niños de menos de 18 años, en un 49,2%  vivían parejas casadas, en un 12,6% mujeres solteras, y en un 34% no eran unidades familiares. En el 29,1% de las viviendas  vivían personas solas el 15% de las cuales correspondía a personas de 65 años o más que vivían solas. El número medio de personas viviendo en cada vivienda era de 2,49 y el número medio de personas que vivían en cada familia era de 3,01.
Por edades la población se repartía de la siguiente manera: un 24,5% tenía menos de 18 años, un 9,4% entre 18 y 24, un 29,5% entre 25 y 44, un 20,7% de 45 a 60 y un 15,8% 65 años o más.
La edad media era de 36 años.  Por cada 100 mujeres de 18 o más años  había 94,7 hombres.
La renta media por vivienda era de 32.471$ y la renta media por familia de 39.423$. Los hombres tenían una renta media de 29.464$ mientras que las mujeres 20.417$. La renta per cápita de la población era de 15.004$. En torno al 7,1% de las familias y el 10,6% de la población estaban por debajo del umbral de pobreza.

## Localidades adyacentes
El siguiente diagrama muestra a las localidades más próximas a Mount Jackson.